# Llista de topònims de Bell-lloc d'Urgell
Llista de topònims (noms propis de lloc) del municipi de Bell-lloc d'Urgell, a Pla d'Urgell
Informació actualitzada per un bot. Els canvis manuals es perdran quan s'actualitzi!

## casa
| imatge | Nom                   | Ubicat a           | instància de | Detalls                                  | coordenades                                                                 | Protecció                                  | Commons (més fotos)             | Dades a WD                    |
| ------ | --------------------- | ------------------ | ------------ | ---------------------------------------- | --------------------------------------------------------------------------- | ------------------------------------------ | ------------------------------- | ----------------------------- |
|        | Cal Bosch             | Bell-lloc d'Urgell | casa         | Estil: arquitectura neoclàssica          | 41° 37′ 46″ N, 0° 46′ 46″ E / 41.6294°N,0.7794°E                            | bé integrant del patrimoni cultural català | Cal Bosch (Bell-lloc d'Urgell)  | Modifica les dades a Wikidata |
|        | Cal Codina            | Bell-lloc d'Urgell | casa         | Estil: arquitectura popular 18th century | 41° 37′ 46″ N, 0° 46′ 47″ E / 41.62936°N,0.77967°E ca:C. Major, 35 192 msnm | bé cultural d'interès local                | Cal Codina (Bell-lloc d'Urgell) | Modifica les dades a Wikidata |
|        | Cal Fam               | Bell-lloc d'Urgell | casa         | Estil: arquitectura barroca              | 41° 37′ 46″ N, 0° 46′ 48″ E / 41.6295°N,0.78007°E ca:Carrer de Forn, 3      | bé cultural d'interès local                | Cal Fam (Bell-lloc d'Urgell)    | Modifica les dades a Wikidata |
|        | Cal Farré de la Plaça | Bell-lloc d'Urgell | casa         |                                          | 41° 37′ 48″ N, 0° 46′ 46″ E / 41.630002°N,0.779342°E                        | bé cultural d'interès local                |                                 | Modifica les dades a Wikidata |
|        | Cal Fàbregas          | Bell-lloc d'Urgell | casa         |                                          |                                                                             | bé cultural d'interès local                |                                 | Modifica les dades a Wikidata |
|        | Cal Pubill            | Bell-lloc d'Urgell | casa         |                                          | 41° 37′ 46″ N, 0° 46′ 45″ E / 41.62952°N,0.77914°E ca:Plaça Major, 1        | bé cultural d'interès local                | Cal Pubill (Bell-lloc d'Urgell) | Modifica les dades a Wikidata |
|        | Can Bosch             | Bell-lloc d'Urgell | casa         |                                          | 41° 37′ 52″ N, 0° 46′ 44″ E / 41.631208°N,0.778982°E                        | bé cultural d'interès local                |                                 | Modifica les dades a Wikidata |

## granja
| imatge | Nom                    | Ubicat a           | instància de | Detalls | coordenades                                                          | Protecció | Commons (més fotos) | Dades a WD                    |
| ------ | ---------------------- | ------------------ | ------------ | ------- | -------------------------------------------------------------------- | --------- | ------------------- | ----------------------------- |
|        | Granja Auró            | Bell-lloc d'Urgell | granja       |         | 41° 38′ 50″ N, 0° 47′ 47″ E / 41.6472640683402°N,0.796516118303697°E |           |                     | Modifica les dades a Wikidata |
|        | Granja de l'Aiguabella | Bell-lloc d'Urgell | granja       |         | 41° 37′ 47″ N, 0° 47′ 50″ E / 41.629622447924°N,0.79718318677048°E   |           |                     | Modifica les dades a Wikidata |
|        | Granja del Collell     | Bell-lloc d'Urgell | granja       |         | 41° 38′ 27″ N, 0° 46′ 05″ E / 41.640767257124°N,0.7679885078371°E    |           |                     | Modifica les dades a Wikidata |
|        | Granja del Felip       | Bell-lloc d'Urgell | granja       |         | 41° 36′ 46″ N, 0° 46′ 08″ E / 41.61286625674°N,0.76895110097515°E    |           |                     | Modifica les dades a Wikidata |
|        | Granja del Ninot       | Bell-lloc d'Urgell | granja       |         | 41° 37′ 01″ N, 0° 47′ 47″ E / 41.616998745976°N,0.79641281953722°E   |           |                     | Modifica les dades a Wikidata |

## masia
| imatge | Nom                    | Ubicat a           | instància de | Detalls | coordenades                                                          | Protecció | Commons (més fotos) | Dades a WD                    |
| ------ | ---------------------- | ------------------ | ------------ | ------- | -------------------------------------------------------------------- | --------- | ------------------- | ----------------------------- |
|        | Cal Papiol             | Bell-lloc d'Urgell | masia        |         | 41° 38′ 19″ N, 0° 43′ 53″ E / 41.6385059235215°N,0.73152641493105°E  |           |                     | Modifica les dades a Wikidata |
|        | Molí del Bori          | Bell-lloc d'Urgell | masia        |         | 41° 38′ 18″ N, 0° 46′ 23″ E / 41.6382079829796°N,0.77292105030711°E  |           |                     | Modifica les dades a Wikidata |
|        | Torre Blanca           | Bell-lloc d'Urgell | masia        |         | 41° 36′ 47″ N, 0° 46′ 56″ E / 41.613121652719°N,0.78214350743943°E   |           |                     | Modifica les dades a Wikidata |
|        | Torre Gimferrer        | Bell-lloc d'Urgell | masia        |         | 41° 37′ 54″ N, 0° 45′ 40″ E / 41.631626914397°N,0.76110128553761°E   |           |                     | Modifica les dades a Wikidata |
|        | Torre de Ferran        | Bell-lloc d'Urgell | masia        |         | 41° 39′ 06″ N, 0° 44′ 35″ E / 41.651551390495°N,0.743172941412173°E  |           |                     | Modifica les dades a Wikidata |
|        | Torre de Ravell        | Bell-lloc d'Urgell | masia        |         | 41° 36′ 42″ N, 0° 45′ 27″ E / 41.611781247274°N,0.757545396079739°E  |           |                     | Modifica les dades a Wikidata |
|        | Torre de Roca-sala     | Bell-lloc d'Urgell | masia        |         | 41° 38′ 00″ N, 0° 46′ 14″ E / 41.6333088281709°N,0.770616755936195°E |           |                     | Modifica les dades a Wikidata |
|        | Torre de Xixons        | Bell-lloc d'Urgell | masia        |         | 41° 38′ 42″ N, 0° 44′ 04″ E / 41.6449284667423°N,0.734314816776646°E |           |                     | Modifica les dades a Wikidata |
|        | Torre de l'Isidret     | Bell-lloc d'Urgell | masia        |         | 41° 37′ 06″ N, 0° 46′ 16″ E / 41.61831301929°N,0.77116370501608°E    |           |                     | Modifica les dades a Wikidata |
|        | Torre de la Capella    | Bell-lloc d'Urgell | masia        |         | 41° 39′ 27″ N, 0° 46′ 47″ E / 41.6574487938693°N,0.77959576411154°E  |           |                     | Modifica les dades a Wikidata |
|        | Torre de la Castellana | Bell-lloc d'Urgell | masia        |         | 41° 36′ 38″ N, 0° 47′ 22″ E / 41.610560179924°N,0.78943167036026°E   |           |                     | Modifica les dades a Wikidata |
|        | Torre de la Plana      | Bell-lloc d'Urgell | masia        |         | 41° 36′ 56″ N, 0° 46′ 29″ E / 41.615682647837°N,0.77485478310971°E   |           |                     | Modifica les dades a Wikidata |
|        | Torre del Codina       | Bell-lloc d'Urgell | masia        |         | 41° 35′ 57″ N, 0° 45′ 31″ E / 41.599155731044°N,0.75862497107815°E   |           |                     | Modifica les dades a Wikidata |
|        | Torre del Franquesa    | Bell-lloc d'Urgell | masia        |         | 41° 39′ 40″ N, 0° 45′ 15″ E / 41.661210554998°N,0.75407131263121°E   |           |                     | Modifica les dades a Wikidata |
|        | Torre del Giner        | Bell-lloc d'Urgell | masia        |         | 41° 38′ 18″ N, 0° 48′ 29″ E / 41.6384337628566°N,0.808078653708733°E |           |                     | Modifica les dades a Wikidata |
|        | Torre del Maginet      | Bell-lloc d'Urgell | masia        |         | 41° 38′ 15″ N, 0° 44′ 44″ E / 41.6375055998887°N,0.745680227417772°E |           |                     | Modifica les dades a Wikidata |
|        | Torre del Negre        | Bell-lloc d'Urgell | masia        |         | 41° 37′ 27″ N, 0° 46′ 40″ E / 41.6240649163005°N,0.777885238712765°E |           |                     | Modifica les dades a Wikidata |
|        | Torre del Papiol       | Bell-lloc d'Urgell | masia        |         | 41° 39′ 42″ N, 0° 44′ 23″ E / 41.6617142703682°N,0.739695290241169°E |           |                     | Modifica les dades a Wikidata |
|        | Torre del Pedró        | Bell-lloc d'Urgell | masia        |         | 41° 39′ 47″ N, 0° 46′ 06″ E / 41.6629562960325°N,0.768212708090571°E |           |                     | Modifica les dades a Wikidata |
|        | Torre del Peret        | Bell-lloc d'Urgell | masia        |         | 41° 35′ 22″ N, 0° 45′ 51″ E / 41.589423592248°N,0.764294064604652°E  |           |                     | Modifica les dades a Wikidata |
|        | Torre del Pereta       | Bell-lloc d'Urgell | masia        |         | 41° 38′ 42″ N, 0° 45′ 18″ E / 41.6448859384865°N,0.755088572010526°E |           |                     | Modifica les dades a Wikidata |
|        | Torre del Pirre        | Bell-lloc d'Urgell | masia        |         | 41° 38′ 32″ N, 0° 47′ 31″ E / 41.6421777737356°N,0.791946868012489°E |           |                     | Modifica les dades a Wikidata |
|        | Torre del Poet         | Bell-lloc d'Urgell | masia        |         | 41° 36′ 31″ N, 0° 46′ 30″ E / 41.6085830445816°N,0.775104736788271°E |           |                     | Modifica les dades a Wikidata |
|        | Torre del Rius         | Bell-lloc d'Urgell | masia        |         | 41° 35′ 16″ N, 0° 45′ 52″ E / 41.5878046783973°N,0.764409927562759°E |           |                     | Modifica les dades a Wikidata |
|        | Torre del Roca         | Bell-lloc d'Urgell | masia        |         | 41° 38′ 13″ N, 0° 45′ 17″ E / 41.6369738241614°N,0.754859058574533°E |           |                     | Modifica les dades a Wikidata |
|        | Torre del Rulla        | Bell-lloc d'Urgell | masia        |         | 41° 38′ 09″ N, 0° 47′ 48″ E / 41.6358843712897°N,0.796747870449226°E |           |                     | Modifica les dades a Wikidata |
|        | Torre del Sastre       | Bell-lloc d'Urgell | masia        |         | 41° 37′ 07″ N, 0° 47′ 57″ E / 41.618682269984°N,0.799110075506696°E  |           |                     | Modifica les dades a Wikidata |
|        | Torre dels Bous        | Bell-lloc d'Urgell | masia        |         | 41° 39′ 04″ N, 0° 45′ 16″ E / 41.651178169979°N,0.754461734404226°E  |           |                     | Modifica les dades a Wikidata |
|        | Torre dels Padres      | Bell-lloc d'Urgell | masia        |         | 41° 37′ 27″ N, 0° 47′ 46″ E / 41.624199147606°N,0.79616755733233°E   |           |                     | Modifica les dades a Wikidata |
|        | Xalets Batlle          | Bell-lloc d'Urgell | masia        |         | 41° 37′ 51″ N, 0° 47′ 15″ E / 41.6307258676938°N,0.787488073107196°E |           |                     | Modifica les dades a Wikidata |
|        | lo Molinet             | Bell-lloc d'Urgell | masia        |         | 41° 38′ 05″ N, 0° 48′ 40″ E / 41.6346822996462°N,0.811135100259775°E |           |                     | Modifica les dades a Wikidata |

## polígon industrial
| imatge | Nom                               | Ubicat a           | instància de       | Detalls | coordenades                                                          | Protecció | Commons (més fotos) | Dades a WD                    |
| ------ | --------------------------------- | ------------------ | ------------------ | ------- | -------------------------------------------------------------------- | --------- | ------------------- | ----------------------------- |
|        | Polígon industrial Senpa          | Bell-lloc d'Urgell | polígon industrial |         | 41° 37′ 55″ N, 0° 46′ 18″ E / 41.6319399851939°N,0.771552292473151°E |           |                     | Modifica les dades a Wikidata |
|        | Polígon industrial Torregrossa    | Bell-lloc d'Urgell | polígon industrial |         | 41° 37′ 45″ N, 0° 46′ 58″ E / 41.6291132058058°N,0.782789578119774°E |           |                     | Modifica les dades a Wikidata |
|        | Polígon industrial Vinyes Velles  | Bell-lloc d'Urgell | polígon industrial |         | 41° 38′ 03″ N, 0° 46′ 07″ E / 41.6341910049779°N,0.768737553549736°E |           |                     | Modifica les dades a Wikidata |
|        | Polígon industrial Vinyes del Mig | Bell-lloc d'Urgell | polígon industrial |         | 41° 38′ 26″ N, 0° 47′ 09″ E / 41.6405670806256°N,0.78593868236152°E  |           |                     | Modifica les dades a Wikidata |
|        | Polígon industrial del Sud-est    | Bell-lloc d'Urgell | polígon industrial |         | 41° 37′ 44″ N, 0° 47′ 28″ E / 41.6289483877109°N,0.791066099605083°E |           |                     | Modifica les dades a Wikidata |

## Misc
| imatge | Nom                                     | Ubicat a                    | instància de                                   | Detalls                                   | coordenades                                                                  | Protecció                                            | Commons (més fotos)                     | Dades a WD                    |
| ------ | --------------------------------------- | --------------------------- | ---------------------------------------------- | ----------------------------------------- | ---------------------------------------------------------------------------- | ---------------------------------------------------- | --------------------------------------- | ----------------------------- |
|        | Bell-lloc d'Urgell                      | Bell-lloc d'Urgell          | entitat singular de població capital municipal | 2347 hab                                  | 41° 37′ 51″ N, 0° 46′ 45″ E / 41.63086734°N,0.77917506°E 200 msnm            |                                                      |                                         | Modifica les dades a Wikidata |
|        | Edifici de la Costereta                 | Bell-lloc d'Urgell          | edifici                                        |                                           |                                                                              | bé cultural d'interès local                          |                                         | Modifica les dades a Wikidata |
|        | Estació de Bell-lloc d'Urgell           | Bell-lloc d'Urgell          | estació de ferrocarril                         |                                           | 41° 37′ 54″ N, 0° 46′ 54″ E / 41.63166666666667°N,0.7815555555555556°E       |                                                      |                                         | Modifica les dades a Wikidata |
|        | Rectoria de Bell-lloc d'Urgell          | Bell-lloc d'Urgell          | rectoria                                       | Estil: arquitectura popular               | 41° 37′ 45″ N, 0° 46′ 51″ E / 41.6292°N,0.78097°E                            | bé cultural d'interès local                          | Rectoria de Bell-lloc d'Urgell          | Modifica les dades a Wikidata |
|        | Sant Miquel de Bell-lloc d'Urgell       | Bell-lloc d'Urgell          | església                                       |                                           | 41° 37′ 46″ N, 0° 46′ 52″ E / 41.6295°N,0.78114°E                            | bé cultural d'interès local                          | Sant Miquel de Bell-lloc d'Urgell       | Modifica les dades a Wikidata |
|        | Torre del Telègraf                      | Bell-lloc d'Urgell          | torre de telegrafia òptica                     | 19th century Estat: enderrocat o destruït | 41° 38′ 06″ N, 0° 46′ 24″ E / 41.634873°N,0.773308°E ca:Enderrocada 211 msnm | bé d'interès cultural bé cultural d'interès nacional | Torre del Telègraf (Bell-lloc d'Urgell) | Modifica les dades a Wikidata |
|        | canal auxiliar d'Urgell                 | Noguera Pla d'Urgell Segrià | canal de reg                                   | Desemboca: canal d'Urgell                 | 41° 42′ 28″ N, 0° 55′ 39″ E / 41.707651°N,0.927486°E                         |                                                      |                                         | Modifica les dades a Wikidata |
|        | casa consistorial de Bell-lloc d'Urgell | Bell-lloc d'Urgell          | casa consistorial                              |                                           | 41° 37′ 48″ N, 0° 46′ 46″ E / 41.6300886°N,0.779506°E                        |                                                      |                                         | Modifica les dades a Wikidata |
|        | creu de terme de Bell-lloc d'Urgell     | Bell-lloc d'Urgell          | creu de terme                                  |                                           | 41° 37′ 53″ N, 0° 46′ 49″ E / 41.6315°N,0.78041°E                            | bé cultural d'interès nacional                       | Creu de terme de Bell-lloc d'Urgell     | Modifica les dades a Wikidata |
|        | lo Telègraf                             | Bell-lloc d'Urgell          | nucli de població                              |                                           | 41° 38′ 07″ N, 0° 46′ 02″ E / 41.6351424494721°N,0.767180050641011°E         |                                                      |                                         | Modifica les dades a Wikidata |
|        | sitja de Bell-lloc                      | Bell-lloc d'Urgell          | sitja                                          | Estil: Tipo B 1968 Superfície: 1296m²     | 41° 37′ 53″ N, 0° 46′ 18″ E / 41.63136111111111°N,0.7715277777777777°E       |                                                      |                                         | Modifica les dades a Wikidata |